# Dacetinops concinnus
Dacetinops concinnus é uma espécie de formiga do gênero Dacetinops, pertencente à subfamília Myrmicinae.